# Sclerocactus
Sclerocactus ("cacto duro", en griego) es un género con 14 especies de cactus xerófitos.
Estos cactus se encuentran a grandes altitudes en los desiertos, como el altiplano de Colorado y la Gran Cuenca en Estados Unidos. Soportan climas extremos de veranos calurosos e inviernos bajo cero.

## Características
Poseen tallos rígidos con numerosas costillas cubiertas de espinas ganchudas. 

## Taxonomía
El género fue descrito por Britton & Rose y publicado en The Cactaceae; descriptions and illustrations of plants of the cactus family 3: 212. 1922. La especie tipo es: Echinocactus polyancistrus Engelm. & J.M. Bigelow. 
Etimología
Sclerocactus: nombre genérico que deriva del griego y significa "cacto duro o cruel" y es una referencia a las espinas ganchudas que se adhieren firmemente a lo que tenga contacto con ellas.

## Especies
- Sclerocactus glaucus
- Sclerocactus mesae-verdae
- Sclerocactus nyensis
- Sclerocactus papyracanthus
- Sclerocactus parviflorus
- Sclerocactus polyancistrus
- Sclerocactus pubispinus
- Sclerocactus spinosior
- Sclerocactus uncinatus
- Sclerocactus wetlandicus
- Sclerocactus whipplei
- Sclerocactus wrightiae